# Marck (motorfiets)
Marck is een historisch Belgisch merk van wapens en motorfietsen.
De bedrijfsnaam was Ets. Jean Marck, Herstal,
Dit bedrijf maakte vanaf 1891 machines en wapens, maar van 1904 tot 1908 werden ook 500 cc eencilinder-motorfietsen geproduceerd. Hoewel dit redelijk succesvol was, zelfs met enkele goede sportieve resultaten (zoals een overwinning in de Grote Prijs van Nederland door Laurent Gigot in 1905), stopte de productie in 1908.
Ets. Jean Marck ging vanaf dat moment luchtdruktoestellen en andere technische producten maken.
die 499 cc eencilinders bouwde.